# Георгиос Зорбас
Георгиос Зорбас (на гръцки: Γιώργης Ζορμπάς) е гръцки революционер, деец на Гръцката въоръжена пропаганда в Македония от началото на XX век, който служи за първообраз на главния герой на Никос Казандзакис в романа му „Алексис Зорбас“.

## Биография
Зорбас е роден в 1865 година в Колиндрос, тогава в Османската империя. Работи като дърводелец и миньор. В 1915 година решава да стане монах в Атон. Там се запознава с Никос Казандзакис и стават близки приятели. Заедно заминават за Мани, където работят като миньори. Книгата на Казандзакис се базира на преживяното от двамата. Зорбас умира в село, което днес е квартал на Скопие, на 16 септември 1941 г. Погребан е в гробището в Бутел.
Негов правнук е Павлос Сидиропулос.